# Велика Колумбія
Вели́ка Колу́мбія (ісп. Gran Colombia ісп. вимова: [ˈɡɾaŋ koˈlombja] ( прослухати), назва, яка використовується істориками для позначення держави, тоді відомої просто як Колумбія. Офіційною назвою держави була República de Colombia) — держава, що існувала у 1819–1831 роках у Південній Америці, включала території сучасних Колумбії, Венесуели, Еквадору й Панами.
Ці території більш-менш відповідали юрисдикціям Нової Гранади, Капітанії Венесуели, а згодом і Королівської Резиденції Кіто.

## Походження назви
Назва Велика Колумбія використовується для того, щоб не плутати сучасну Республіку Колумбію з державою, що існувала до 1831 року. Термін Велика Колумбія ніколи не використовувалась за часів існування держави, а був вигаданий істориками.
Слово Колумбія пов'язано з іменем Христофора Колумба (ісп. Cristóbal Colón, італ. Cristoforo Colombo) й було вигадано революціонером Франсиско де Мірандою як назва для територій Нового Світу, що перебували в колоніальній залежності від Португалії та Іспанії.

## Симон Болівар
Симон Болівар, який звільнив іспанські колонії Південної Америки, та інші революціонери Першої Венесуельської республіки зазвичай використовували слово Колумбія для назви всієї іспанської частини Америки, до того як 1819 року на Конгресі в Ангостурі воно не стало назвою нової країни.
Первинно на Конгресі пропонувалась структура федеративної республіки, що складалась би із трьох департаментів зі столицями в містах Богота (Департамент Кундинамарка), Каракас (Департамент Венесуела), й Кіто (Департамент Кіто). 1819 року ще не всі колишні віцекоролівства було звільнено від колоніальної залежності.
Текст конституції нової республіки було запропоновано на конгресі в Кукуті, за нею столиця переносилась до Боготи. В конституції передбачався високий рівень централізації управління країною, що було необхідно з точки зору координації військових зусиль для оборони молодої країни, тому текст конституції був підтриманий навіть низкою переконаних федералістів.
Новий адміністративний поділ (Венесуела, Кундинамарка й Кіто поділялись на менші адміністративні одиниці) було затверджено. Болівара було обрано президентом країни, віце-президентом став Франсіско де Паула Сантадер.
У перші роки існування Велика Колумбія допомагала іншим територіям, які все ще перебували під контролем Іспанії, боротись за незалежність — Панама увійшла до складу федерації 1821 року, як і низка провінцій Кіто й Венесуели.
Перу здобула незалежність 1824 року за допомогою Великої Колумбії. 1826 Болівар та Сантадер були переобрані на другий термін.

## Розпад держави
Після завершення війни з Іспанією суперечності між прибічниками єдиної держави й сепаратистами загострились. Постійні заклики до збільшення впливу регіональної влади (в тому числі пов'язані з фінансовими та комерційними розбіжностями) сприяли конфронтації між регіонами й вимагали постійного пошуку компромісів.
Рішення, що приймались, не могли задовольнити всіх учасників, тому державна влада перебувала у досить нестійкому стані.
Болівар хотів об'єднати Латинську Америку, але не міг цього досягнути упродовж всього періоду боротьби за незалежність. Республіка Велика Колумбія була першою спробою створити єдину латиноамериканську державу. Більшість місцевих політиків не підтримувала ідею єдиної держави, й Болівар, розчарувавшись, припинив працю над проектом і залишив посаду президента в 1830 році.
Після відставки Болівара внутрішні суперечки ще більше загострились, дійшло до того, що генерал Рафаель Урданета тимчасово захопив владу в Боготі для того, щоб використовуючи свій авторитет, повернути посаду президента Болівару.
Федерація остаточно розвалилась до завершення 1830 й у 1831 році Венесуела, Еквадор та Республіка Нова Гранада офіційно проголосили свою незалежність.

## Подальша доля країн, що здобули незалежність
Розпад Великої Колумбії став крахом мрії Болівара.
Департамент Кундинамарка (як було вирішено в Ангостурі) став новою країною з назвою Республіка Нова Гранада. 1863 року Нова Гранада змінила офіційну назву на Сполучені Штати Колумбії, а 1886 взяла назву, яка існує донині — Республіка Колумбія. Панама залишалась областю цієї країни до 1903 року, коли за підтримки США в обмін на передачу прав США на будівництво та подальшу експлуатацію Панамського каналу Панама стала незалежною.
За винятком Панами (яка здобула незалежність пізніше), кольори прапорів країн, що утворились на території Великої Колумбії, нагадують про прапор Великої Колумбії:
| Колумбія | Еквадор | Венесуела | Панама |  |
| Колумбія | Еквадор | Венесуела | Панама |  |